# Battaglia di Pfaffenhofen
La battaglia di Pfaffenhofen, combattuta il 15 aprile 1745 tra Austria e Francia nell'ambito della guerra di successione austriaca, vide la sconfitta francese e la conseguente fine della guerra in Baviera.

## Contesto
Nell'ottobre 1744 l'esercito franco-bavarese era riuscito – con l'aiuto della Prussia – a cacciare gli austriaci dalla Baviera restaurando come principe elettore, Carlo VII imperatore del Sacro Romano Impero.
Tre mesi dopo, tuttavia, Carlo VII morì e suo figlio Massimiliano III era indeciso tra coloro di quali spingevano per giungere alla pace (in particolare sua madre Maria Amalia d'Asburgo ed il comandante dell'esercito Friedrich Heinrich von Seckendorff) e chi invece riteneva necessario proseguire la guerra (in particolare il Ministro degli Esteri Ignaz von Törring).
Maria Teresa ordinò dunque una nuova offensiva per mettere pressione sui negoziati conquistando Amberg e Vilshofen.
Törring ritirò le sue truppe dietro al fiume Lech. Il comandante francese, il conte di Ségur, non venne informato di questa manovra e rimase nei pressi di Pfaffenhofen in attesa di rinforzi.
Gli austriaci capirono che le forzi francesi si trovavano isolate e prive di protezione e approfittarono della superiorità numerica per lanciare un attacco.

## La battaglia
L'esercito austriaco guidato da Karl Josef Batthyány attaccò le forze francesi a Pfaffenhofen infliggendo forti perdite e costringendo Ségur ad improvvisare una difesa su una collina ad ovest della città. Gli attacchi degli ussari e dei panduri croati spinsero Ségur a ritirarsi fino al fiume Paar e poi a mettere in salvo quanto rimaneva delle sue truppe a Rain.

## Conseguenze
Il giorno dopo la sconfitta Törring venne destituito e Massimiliano firmò la Füssen con la quale riconosceva la Prammatica Sanzione. Massimiliano rinunciò inoltre alle pretese di suo padre sulla Boemia e sulla corona imperiale promettendo di sostenere la candidatura del marito di Maria Teresa, Francesco Stefano di Lorena, che infatti venne incoronato imperatore il 13 settembre 1745.